# Sarcey (Haute-Marne)
Pour les articles homonymes, voir Sarcey.
Sarcey est une commune française située dans le département de la Haute-Marne, en région Grand Est.

## Géographie
Commune du canton de Nogent, à 19 kilomètres de Chaumont, au fond d'une petite vallée qui débouche sur la Traire, affluent la Marne en rive droite. Le territoire, de 715 hectares d'étendue, a pour écarts le moulin et la ferme du Vaux, à l'extrémité sud du territoire.

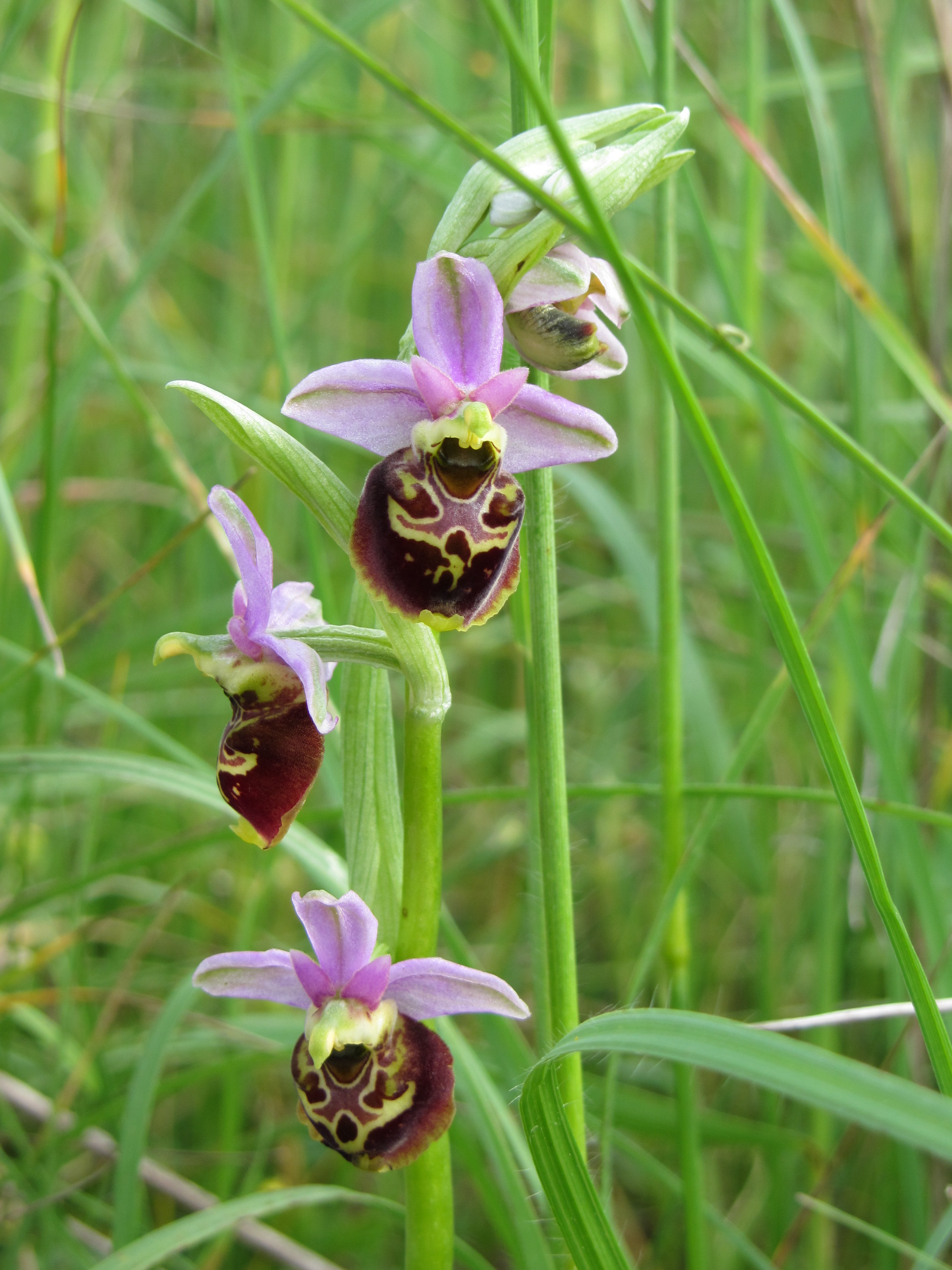

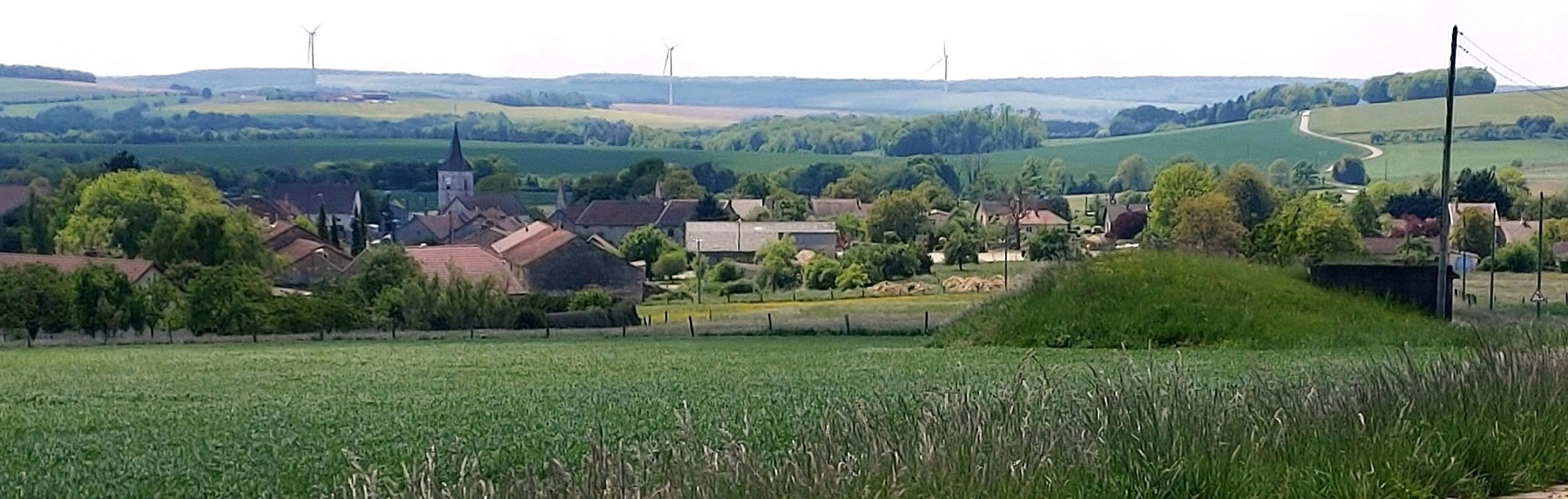
Vue générale

|           | Biesles |                 |
| Poulangy  | Sarcey  | Mandres-la-Côte |
| Louvières |         | Nogent          |

### Hydrographie
La commune est dans la région hydrographique « la Seine de sa source au confluent de l'Oise (exclu) » au sein du bassin Seine-Normandie. Elle est drainée par la Traire, le ruisseau de Moiron, le Fossé 01 du Bois de Chalormand et le ruisseau de Folvau,.
La Traire, d'une longueur de 29 km, prend sa source dans la commune de Frécourt et se jette  dans la Marne à Poulangy, après avoir traversé huit communes. Les caractéristiques hydrologiques de la Traire sont données par la station hydrologique située dans la commune de Louvières. Le débit moyen mensuel est de 1,74 m3/s. Le débit moyen journalier maximum est de 27,2 m3/s, atteint lors de la crue du 30 novembre 1996. Le débit instantané maximal est quant à lui de 36,1 m3/s, atteint le 2 février 2013.

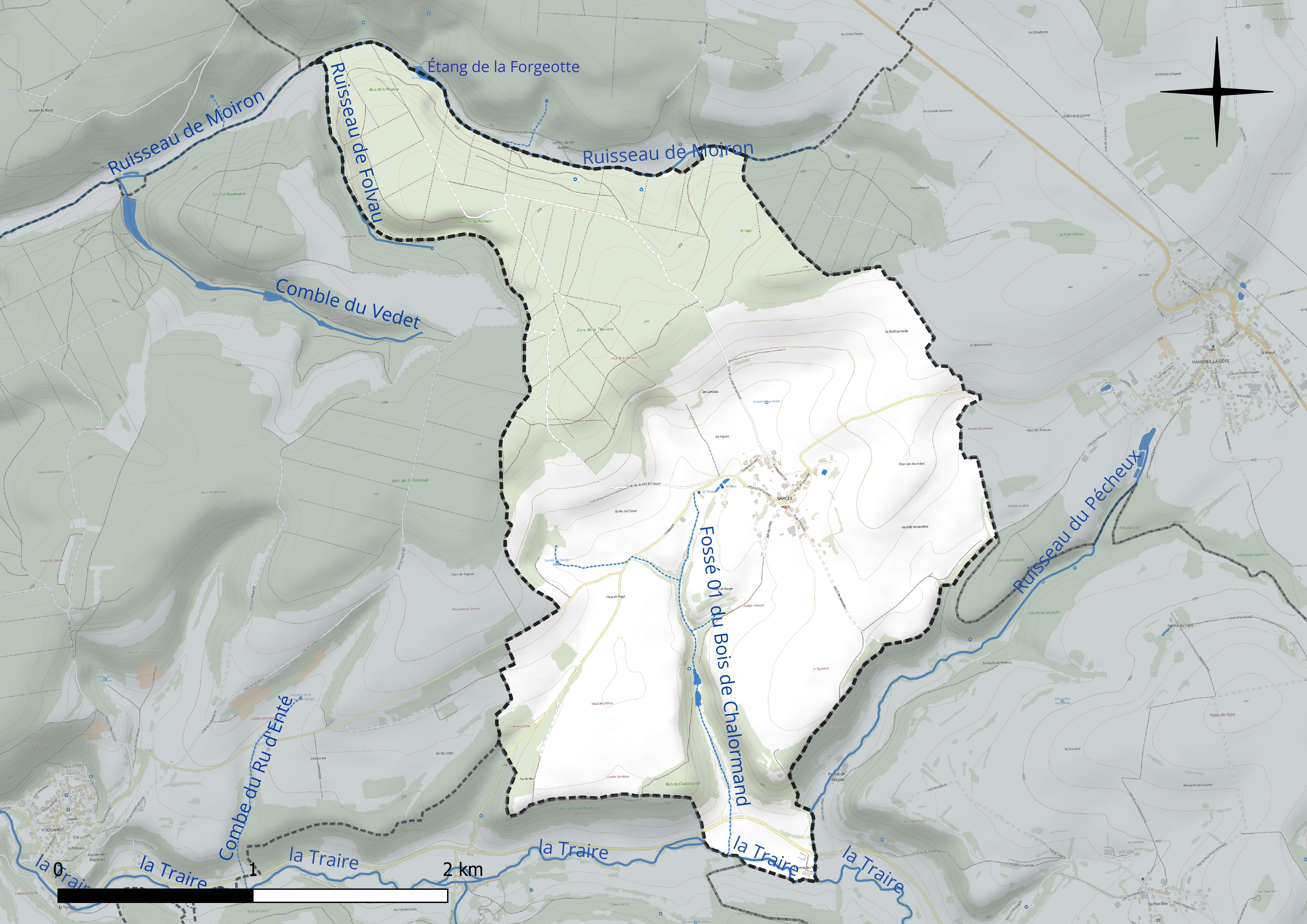
Réseau hydrographique de Sarcey.

Un plan d'eau complète le réseau hydrographique : l'étang de la Forgeotte, d'une superficie totale de 0,6 ha (0,2 ha dans la commune),.

### Climat
Pour des articles plus généraux, voir Climat du Grand Est et Climat de la Haute-Marne.
En 2010, le climat de la commune est de type climat de montagne, selon une étude du Centre national de la recherche scientifique s'appuyant sur une série de données couvrant la période 1971-2000. En 2020, Météo-France publie une typologie des climats de la France métropolitaine dans laquelle la commune est exposée à un climat océanique altéré et est dans la région climatique  Lorraine, plateau de Langres, Morvan, caractérisée par un hiver rude (1,5 °C), des vents modérés et des brouillards fréquents en automne et hiver. 
Pour la période 1971-2000, la température annuelle moyenne est de 9,4 °C, avec une amplitude thermique annuelle de 16,6 °C. Le cumul annuel moyen de précipitations est de 976 mm, avec 13,5 jours de précipitations en janvier et 9,4 jours en juillet. Pour la période 1991-2020, la température moyenne annuelle observée sur la station météorologique de Météo-France la plus proche, « Is-en-Bassigny », dans la commune d'Is-en-Bassigny à 11 km à vol d'oiseau, est de 10,0 °C et le cumul annuel moyen de précipitations est de 873,6 mm. 
La température maximale relevée sur cette station est de 38,7 °C, atteinte le 25 juillet 2019 ; la température minimale est de −19,3 °C, atteinte le 20 décembre 2009,,. 
Les paramètres climatiques de la commune ont été estimés pour le milieu du siècle (2041-2070) selon différents scénarios d'émission de gaz à effet de serre à partir des nouvelles projections climatiques de référence DRIAS-2020. Ils sont consultables sur un site dédié publié par Météo-France en novembre 2022.

## Urbanisme

### Typologie
Au 1er janvier 2024, Sarcey est catégorisée commune rurale à habitat dispersé, selon la nouvelle grille communale de densité à sept niveaux définie par l'Insee en 2022.
Elle est située hors unité urbaine. Par ailleurs la commune fait partie de l'aire d'attraction de Chaumont, dont elle est une commune de la couronne,. Cette aire, qui regroupe 112 communes, est catégorisée dans les aires de 50 000 à moins de 200 000 habitants,.

### Occupation des sols
L'occupation des sols de la commune, telle qu'elle ressort de la base de données européenne d’occupation biophysique des sols Corine Land Cover (CLC), est marquée par l'importance des territoires agricoles (61,6 % en 2018), une proportion identique à celle de 1990 (61,6 %). La répartition détaillée en 2018 est la suivante : 
terres arables (50,2 %), forêts (35,3 %), zones agricoles hétérogènes (7,8 %), prairies (3,6 %), milieux à végétation arbustive et/ou herbacée (3,1 %). L'évolution de l’occupation des sols de la commune et de ses infrastructures peut être observée sur les différentes représentations cartographiques du territoire : la carte de Cassini (XVIIIe siècle), la carte d'état-major (1820-1866) et les cartes ou photos aériennes de l'IGN pour la période actuelle (1950 à aujourd'hui).

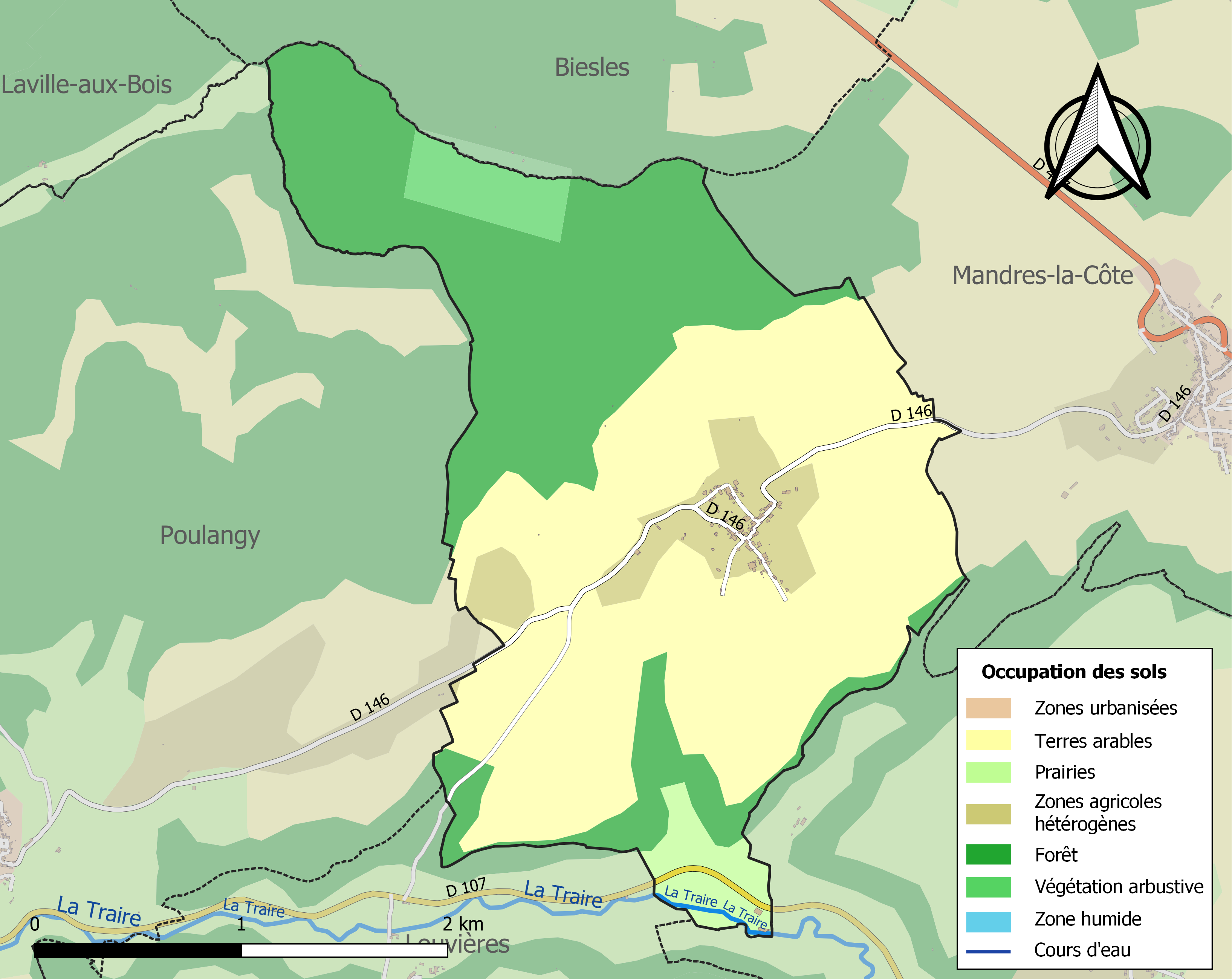
Carte des infrastructures et de l'occupation des sols de la commune en 2018 (CLC).

## Toponymie
L'existence de Sarcey est révélée dans les textes dès 1160 par la charte de l'évêque Godefroy. Le nom du village se présente dans les titres, sous les formes latines Sarceyum, Sarceium puis sous les formes Sarcé puis Sarcey à partir du XIIIe siècle.
Nom de domaine gaulois ou gallo-romain en *-ACU, suffixe d'origine gaulois *-acon du celtique commun *-āko désignant le lieu ou la propriété.
Le premier élément est le nom de personne gallo-roman Sarcius ou Cercius.

## Histoire
Le territoire de Sarcey est occupé depuis l'époque néolithique. Plusieurs stations ont été localisées sur le finage, de nombreux silex de belle factures ont été ramassés: des gratoirs, des lames, des percuteurs, des pointes de flèches (principalement à ailerons) et des haches polies.
L'existence de Sarcey est révélée dans les textes dès 1160 par la charte de l'évêque Godefroy. Le nom du village se présente dans les titres, sous les formes latines Sarceyum, Sarceium puis sous les formes Sarcé puis Sarcey à partir du XIIIe siècle.
Nom de domaine gaulois ou gallo-romain en *-ACU, suffixe d'origine gaulois *-āko désignant le lieu ou la propriété.
Le premier élément est le nom de personne gallo-roman Sarcius ou Cercius.

## Politique et administration
| Période                                  | Période  | Identité              | Étiquette | Qualité |
| ---------------------------------------- | -------- | --------------------- | --------- | ------- |
| avant 1995                               | 2014     | Jean-Pierre Trompette |           |         |
| 2014                                     | En cours | Franck Trompette      |           |         |
| Les données manquantes sont à compléter. |          |                       |           |         |

## Population et société

### Démographie

#### Évolution démographique
L'évolution du nombre d'habitants est connue à travers les recensements de la population effectués dans la commune depuis 1793. Pour les communes de moins de 10 000 habitants, une enquête de recensement portant sur toute la population est réalisée tous les cinq ans, les populations de référence des années intermédiaires étant quant à elles estimées par interpolation ou extrapolation. Pour la commune, le premier recensement exhaustif entrant dans le cadre du nouveau dispositif a été réalisé en 2006.

En 2022, la commune comptait 99 habitants, en évolution de −12,39 % par rapport à 2016 (Haute-Marne : −4,62 %, France hors Mayotte : +2,11 %).
| 1793 | 1800 | 1806 | 1821 | 1831 | 1836 | 1841 | 1846 | 1851 |
| ---- | ---- | ---- | ---- | ---- | ---- | ---- | ---- | ---- |
| 123  | 127  | 135  | 137  | 159  | 172  | 180  | 165  | 177  |

| 1856 | 1861 | 1866 | 1872 | 1876 | 1881 | 1886 | 1891 | 1896 |
| ---- | ---- | ---- | ---- | ---- | ---- | ---- | ---- | ---- |
| 182  | 187  | 185  | 170  | 163  | 164  | 176  | 164  | 181  |

| 1901 | 1906 | 1911 | 1921 | 1926 | 1931 | 1936 | 1946 | 1954 |
| ---- | ---- | ---- | ---- | ---- | ---- | ---- | ---- | ---- |
| 170  | 152  | 137  | 127  | 122  | 117  | 120  | 101  | 112  |

| 1962 | 1968 | 1975 | 1982 | 1990 | 1999 | 2006 | 2011 | 2016 |
| ---- | ---- | ---- | ---- | ---- | ---- | ---- | ---- | ---- |
| 115  | 118  | 108  | 94   | 82   | 94   | 109  | 113  | 113  |

| 2021 | 2022 | - | - | - | - | - | - | - |
| ---- | ---- | - | - | - | - | - | - | - |
| 104  | 99   | - | - | - | - | - | - | - |

## Lieux et monuments

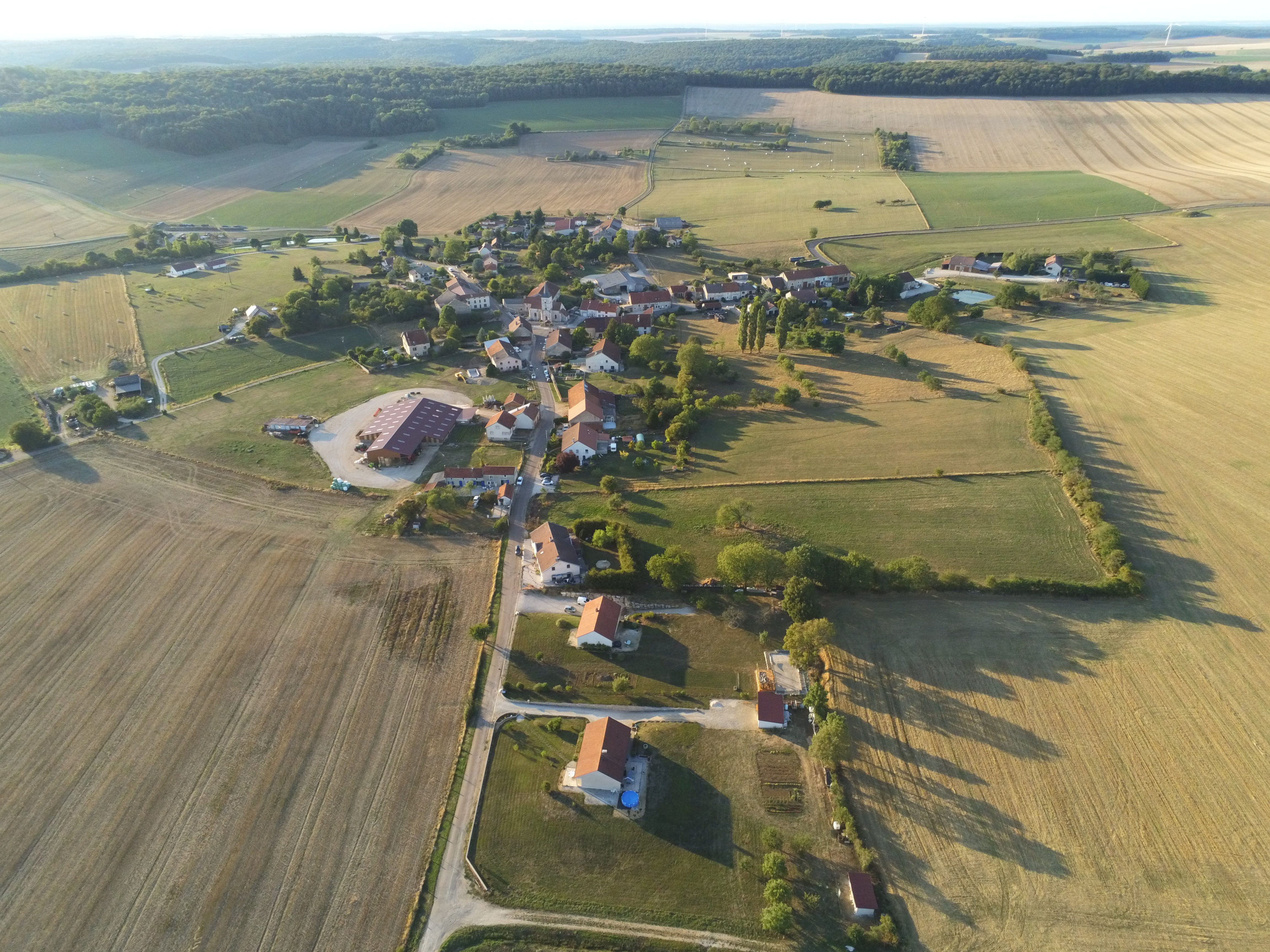

- Église Saint Saturnin

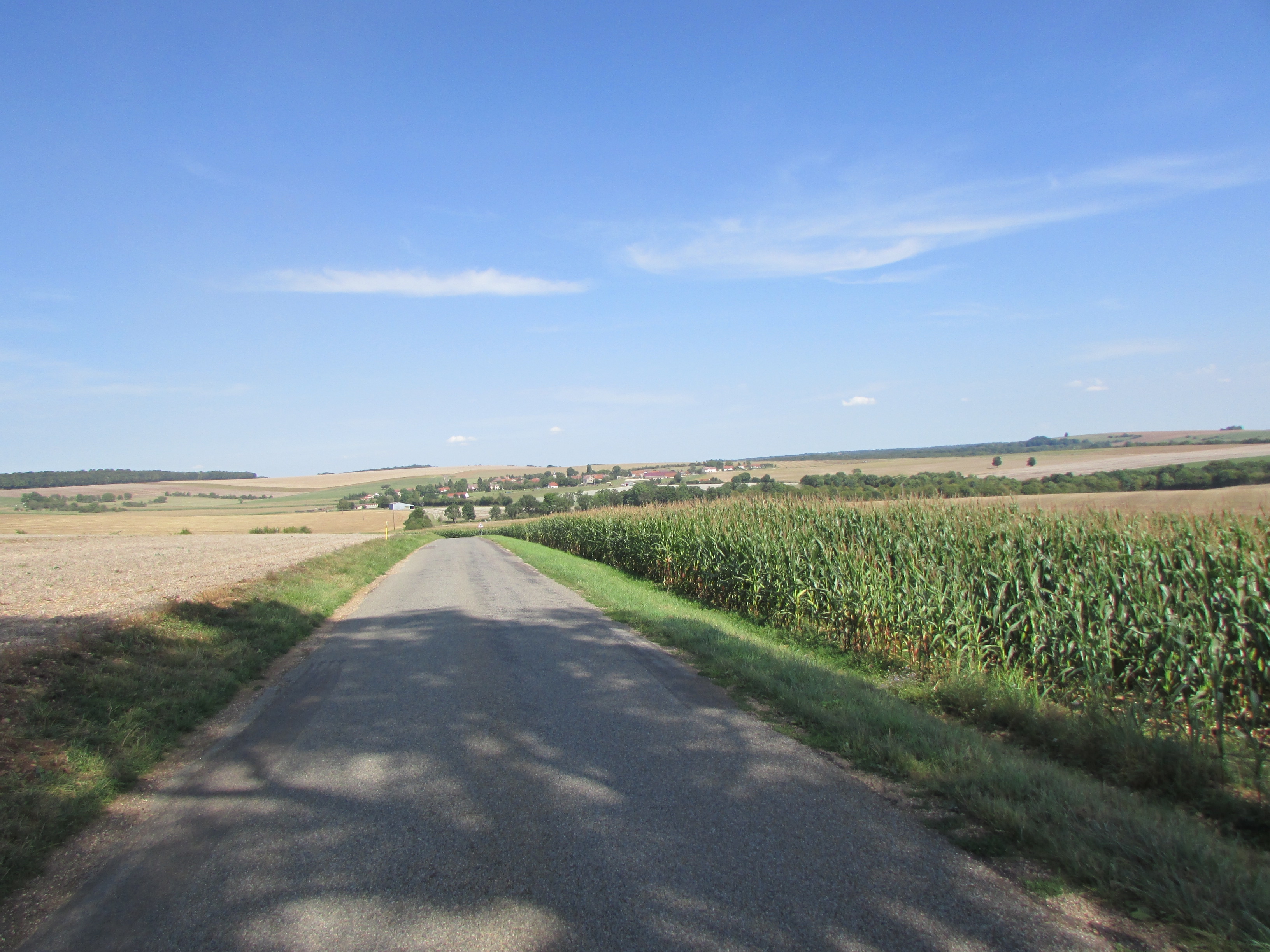
Vue générale.
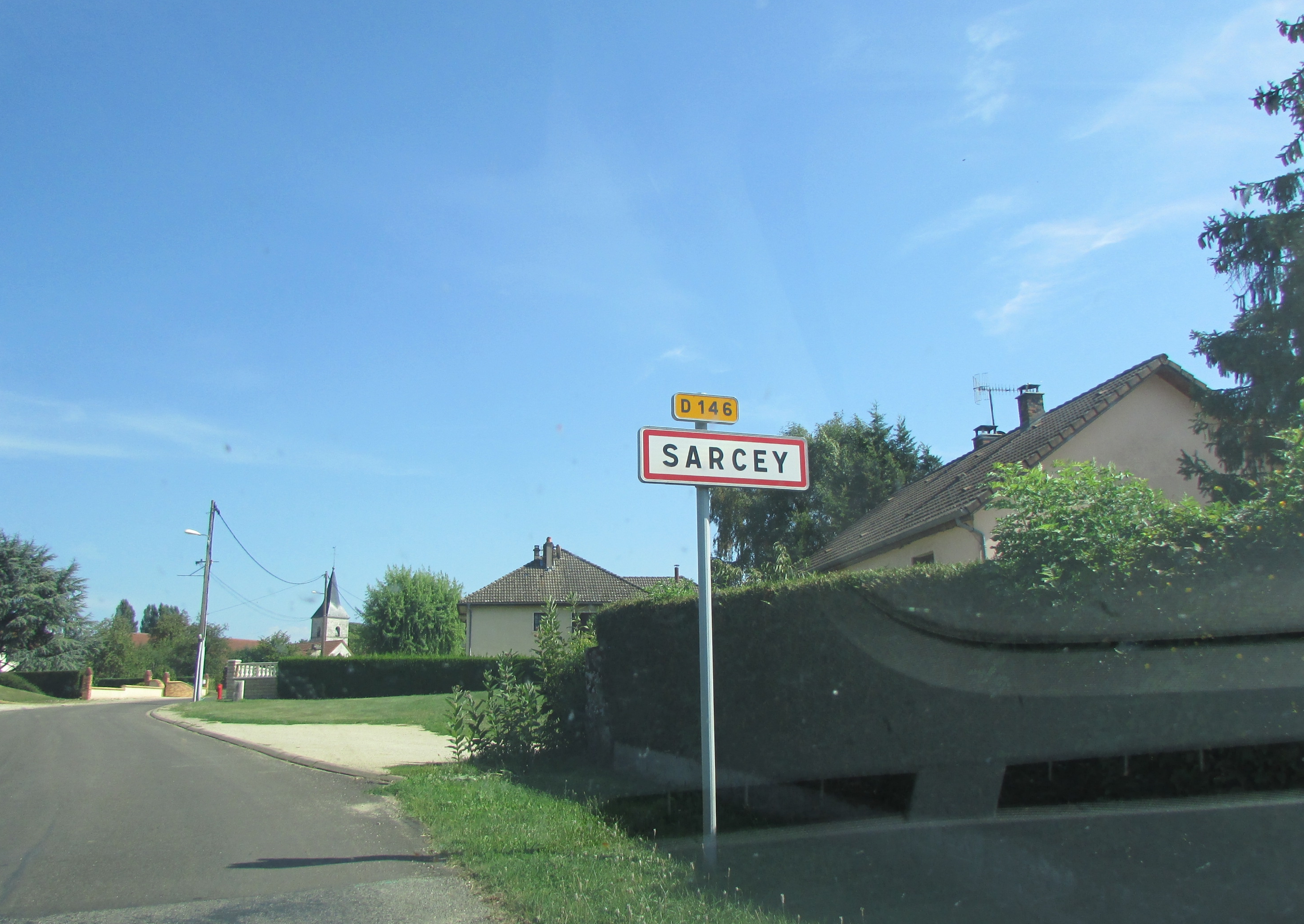
Entrée du village.
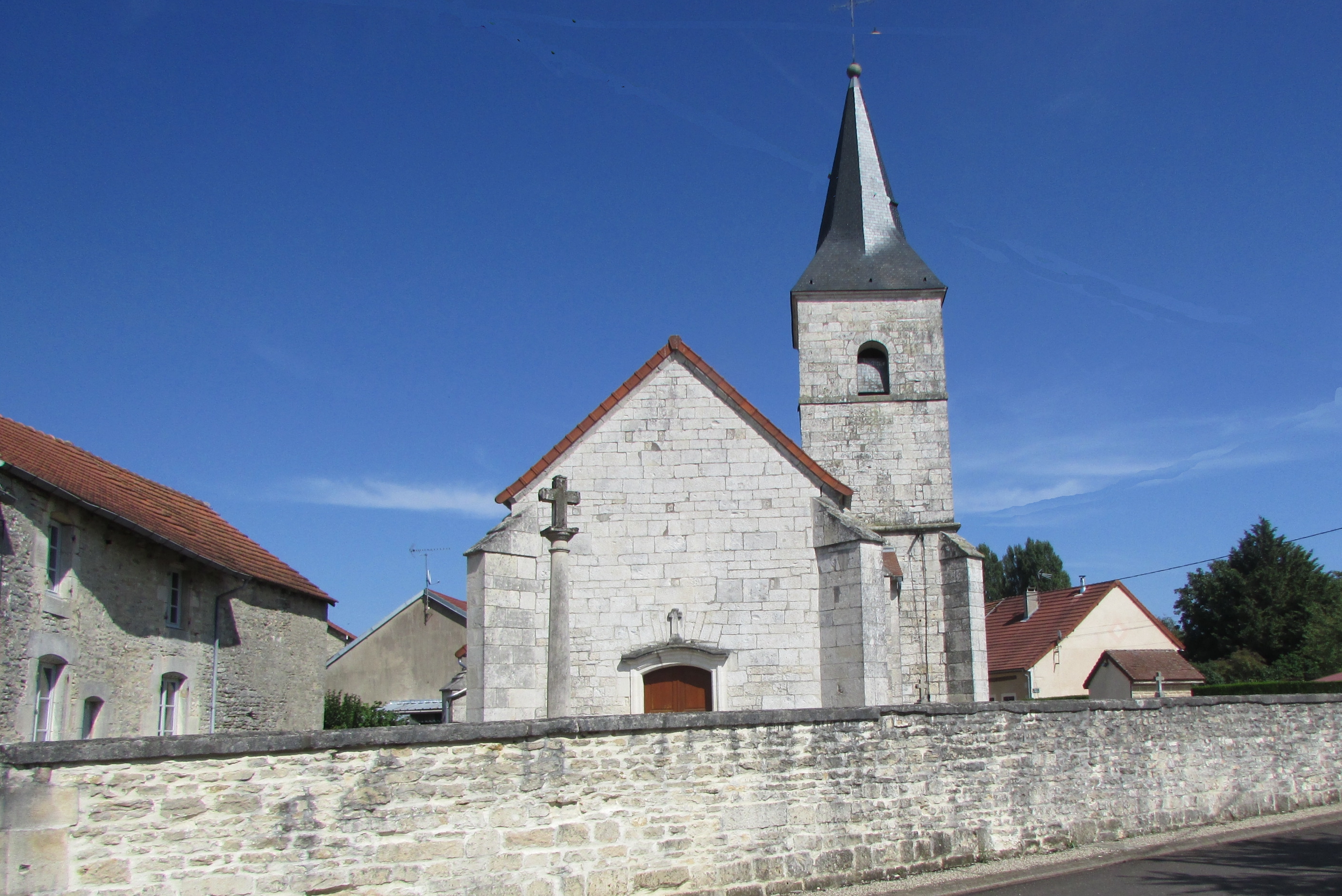
Façade de l'église.
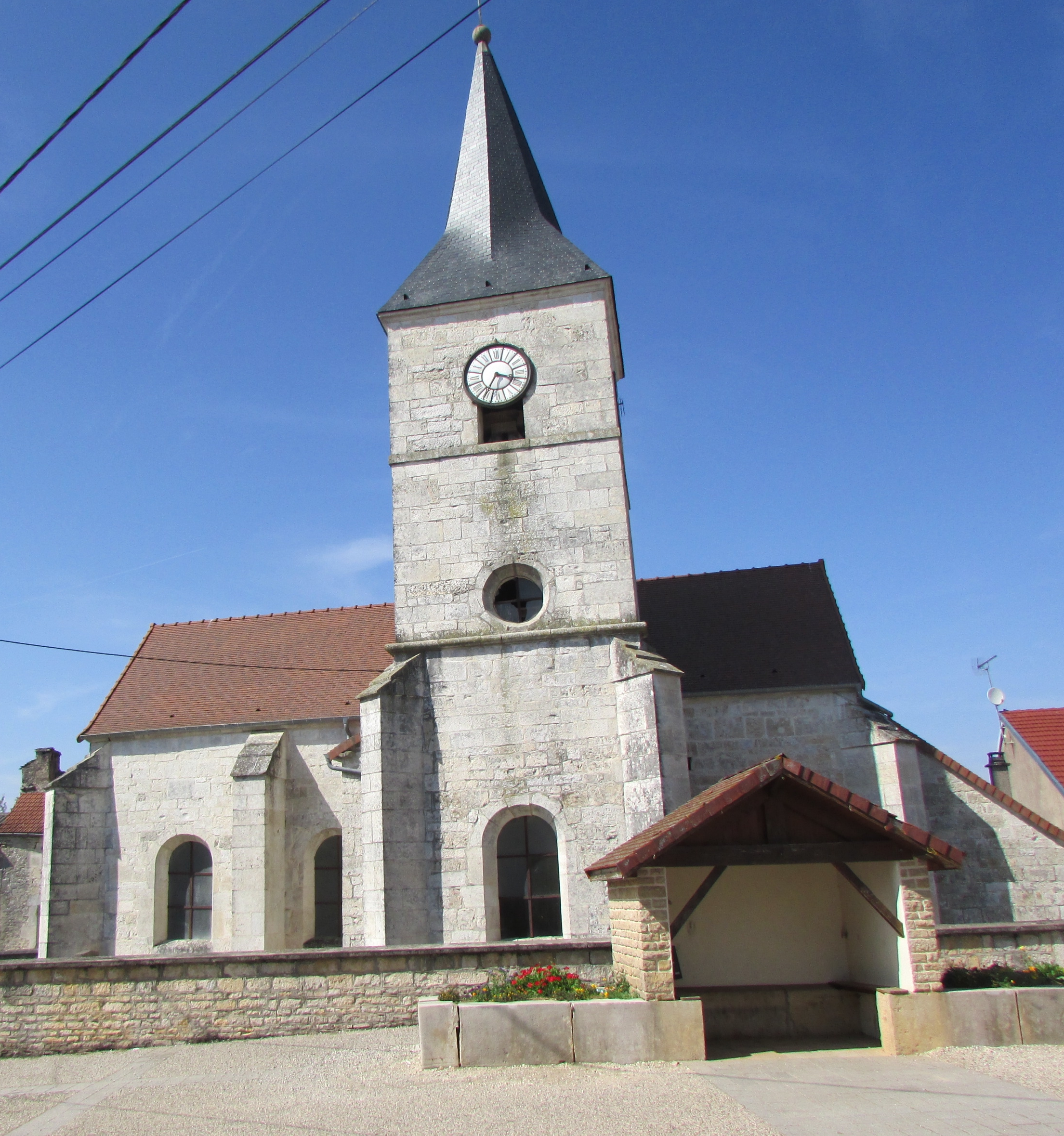
L'église.

## Patrimoine naturel

### Orchidées présentes dans la commune
Orchis Homme-pendu, Orchis Pyramidal, Orchis Moustique, Orchis Bouc, Orchis de Fuchs, Orchis Mâle, Orchis Pourpre, Orchis à deux feuilles, Ophrys Bourdon, Ophrys Abeille, Neottie Nid d'oiseau.